# Universidad Estatal de California, Long Beach
La Universidad Estatal de California, Long Beach es una universidad de California que pertenece al sistema de universidades de la Universidad Estatal de California.

## Deportes

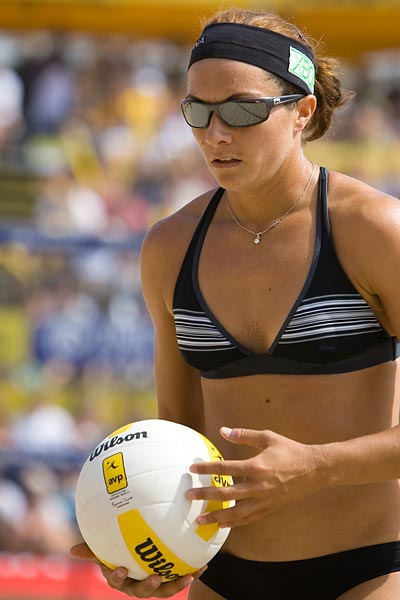
Misty May-Treanor se prepara para servir durante un torneo en 2007.

El programa deportivo lo conforman 19 deportes, donde el equipo de la universidad son los Long Beach State Beach (anteriormente Long Beach State 49ers), y compiten en la Division I de la National Collegiate Athletic Association (NCAA). Es miembro fundador de la Big West Conference, aunque también compite en la Mountain Pacific Sports Federation o la Golden Coast Conference en aquellos deportes que no están presentes en la Big West.